# Matsalen, Vernon
Matsalen, Vernon är en oljemålning av den franske postimpressionistiske konstnären Pierre Bonnard från omkring 1925. Den är signerad "Bonnard" nere till vänster på duken och ingår sedan 1949 i samlingarna på Ny Carlsberg Glyptotek i Köpenhamn. 
Målningen är en genrebild och föreställer matsalen i huset i Vernon i Normandie. Konstnären förvärvade huset 1912 och benämnde det "Ma Roulotte". Bilden visar typiska drag för Bonnards sena måleri, till exempel det komprimerade rummet och de vibrerande färgtonerna. Den innehåller detaljer som är svåra att upptäcka vid en första blick, såsom hundnosen som sticker upp vid bordskanten och ansiktet som reflekteras i dörrens glasruta. 
Bonnard avbildade samma rum i en snarlik oljemålning från 1913, Matsalen på landet. Minneapolis Institute of Art köpte den tavlan 1954 för 36 000 dollar. I den målningen syns konstnärens maka Marthe utanför fönstret och två katter i matsalen – djur är ett återkommande motiv i Bonnards verk.

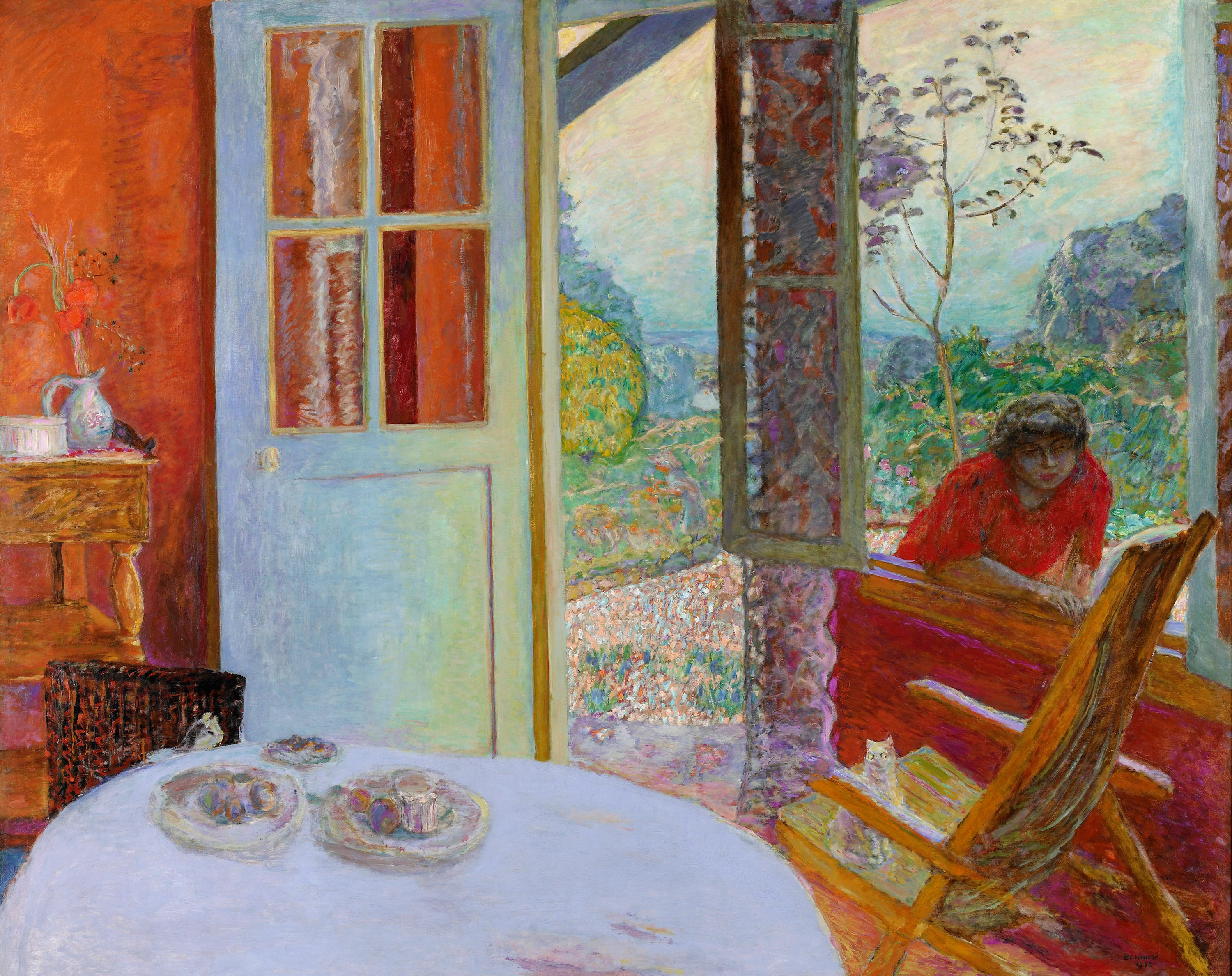
Matsalen på landet (1913, 164 x 206 cm), Minneapolis Institute of Art.